# Who Knows Where the Time Goes? (album)
Albums de Fairport Convention
Old New Borrowed Blue
(1996) The Wood and the Wire
(1999)
Who Knows Where the Time Goes? est un album studio du groupe de folk rock britannique Fairport Convention sorti en 1997 sur le label Woodworm Records (en).
C'est le premier album de Fairport Convention avec Chris Leslie (en).

## Fiche technique

### Chansons
| No  | Titre                                                                                        | Auteur                                                | Durée |
| --- | -------------------------------------------------------------------------------------------- | ----------------------------------------------------- | ----- |
| 1.  | John Gaudie                                                                                  | Chris Leslie (en)                                     | 5:05  |
| 2.  | Sailing Boat                                                                                 | Anna Ryder                                            | 5:25  |
| 3.  | Here's to Tom Paine                                                                          | Steve Tilston (en)                                    | 5:14  |
| 4.  | The Bowman's Retreat                                                                         | Ric Sanders (en)                                      | 3:02  |
| 5.  | Spanish Main                                                                                 | Maartin Allcock, Chris Leslie                         | 4:28  |
| 6.  | The Golden Glove                                                                             | paroles traditionnelles, musique de Sally Barker (en) | 6:04  |
| 7.  | Slipology                                                                                    | Ric Sanders                                           | 3:00  |
| 8.  | Wishfulness Waltz / Moonlight on the Water                                                   | Alan Franks / Benny Thomasson                         | 5:42  |
| 9.  | Life's a Long Song                                                                           | Ian Anderson                                          | 2:35  |
| 10. | Dangerous                                                                                    | Kristina Olsen                                        | 4:38  |
| 11. | I Heard It Through the Grapevine (en concert au festival de Cropredy, 1995)                  | Norman Whitfield, Barrett Strong                      | 3:50  |
| 12. | Who Knows Where the Time Goes? (en concert au Marlowe Theatre (en) de Canterbury, mars 1997) | Sandy Denny                                           | 6:31  |

### Musiciens

#### Fairport Convention
- Simon Nicol (en) : chant, guitare acoustique, guitare électrique
- Dave Pegg : chant, basse, chœurs
- Dave Mattacks : batterie, percussions, piano électrique, clavinet, clavecin, glockenspiel, crotales, harmonium
- Ric Sanders (en) : violon
- Chris Leslie (en) : chant, violon, mandoline, guitare électrique, bouzouki

#### Musiciens supplémentaires
- Richard Thompson : chant sur I Heard It Through the Grapevine
- Roy Wood : guitare sur I Heard It Through the Grapevine
- Maartin Allcock : claviers sur I Heard It Through the Grapevine
- Sue Hughes, Helen Miller : trombone sur I Heard It Through the Grapevine
- Penny Hughes : saxophone baryton sur I Heard It Through the Grapevine
- Henzie Miller, Karen Blackmore : trompette sur I Heard It Through the Grapevine
- Sharon Naylor, Michelle Naylor : chœurs sur I Heard It Through the Grapevine

### Équipe de production
- Fairport Convention, Mark Tucker : production, mixage
- Andy Price, Mick Toole : pochette
- Phil Starling : photographie